# Annabella
Az Annabella az Anna és a Bella nevek összetétele, angol nyelvterületen azonban az Amábel skót eredetű alakjának tartják.

## Rokon nevek
Anabel, Anabella, Annabel, Annabell, Bella

## Gyakorisága
Az újszülötteknek adott nevek körében az 1990-es években szórványos volt. A 2000-es években nem szerepelt a 100 leggyakrabban adott női név között, de a 2010-es évek közepétől a 88-89. helyen szerepelt.
A teljes népességre vonatkozóan az Annabella sem a 2000-es, sem a 2010-es években nem szerepelt a 100 leggyakrabban viselt női név között.

## Névnapok
június 9., július 1.

## Híres Annabellák
- Stuart Annabella skót királyi hercegnő
- Bella Thorne (Annabella Avery Thorne) amerikai színésznő, énekesnő és modell